# Порово
По́рово (рос. Порово) — присілок у складі Юкаменського району Удмуртії, Росія.
Населення — 21 особа (2010; 44 в 2002).
Національний склад (2002):
- удмурти — 96 %